# Pythagorejské ladění
Pythagorejské ladění je v hudbě způsob ladění, odvozený od intervalu čisté kvinty s poměrem frekvencí 3:2.

## Historie
Za tvůrce pythagorejského ladění je pokládán řecký filosof a matematik Pythagoras. Je však pravděpodobné, že systém ladění založený na číselném poměru 3:2 znali již Babyloňané a před nimi Sumerové. V Číně popsal tento typ ladění dle legendy Ling Lun již kolem roku 2000 př. n. l.

## Princip
V pythagorejském ladění jsou všechny tóny stupnice (v rámci oktávy) získány pomocí skládání intervalu kvinty s případným posunutím o jednu nebo více oktáv.
Má-li základní tón relativní frekvenci 1, má o kvintu vyšší tón frekvenci 3:2. Tón o další kvintu vyšší má frekvenci (3:2)×(3:2)=9:4. Tón o kvintu nižší než základní tón má frekvenci 2:3, tón o další kvintu nižší má frekvenci (2:3)×(2:3)=4:9. Dvěma kvintovými kroky nahoru a dolů získáme tedy 5 tónů s frekvencemi 4:9, 2:3, 1:1, 3:2 a 9:4.
Tón 9:4 leží výše než oktáva k základnímu tónu (9:4 je větší než 2:1). Snížíme ho proto o oktávu (frekvenci vydělíme dvěma) a získáme tón s frekvencí 9:8. Podobně o jednu oktávu zvýšíme tón 2:3, ležící pod základním tónem, a dostaneme tón s frekvencí 4:3. Nejnižší tón zvýšíme o dvě oktávy a získáme tón 16:9. Nová řada v rozsahu oktávy tvoří pětitónovou stupnici – pentatoniku: 1:1, 9:8, 4:3, 3:2 a 16:9.
V oktávě máme tyto intervaly:
| Relativní frekvence | Interval      |
| 1                   | prima         |
| 9:8                 | velká sekunda |
| 4:3                 | čistá kvarta  |
| 3:2                 | čistá kvinta  |
| 16:9                | malá septima  |
| 2:1                 | oktáva        |

Mezi sousedními tóny jsou intervaly 9:8 (velká sekunda) nebo 32:27 (malá tercie).
Dalším kvintovým krokem nahoru a dolů a přemístěním nových tónů do základní oktávy vytvoříme diatonickou stupnici, tvořenou sedmi tóny: 1:1, 9:8, 32:27, 4:3, 3:2, 27:16, a 16:9.
Základní tón můžeme označit jako D a následující tóny dnes obvyklým způsobem. Vytvořená stupnice je dórský modus s následující intervalovou strukturou:
| Označení tónu | Relativní frekvence | Interval      |
| D             | 1                   | prima         |
| E             | 9:8                 | velká sekunda |
| F             | 32:27               | malá tercie   |
| G             | 4:3                 | čistá kvarta  |
| A             | 3:2                 | čistá kvinta  |
| H             | 243:128             | velká sexta   |
| C             | 16:9                | malá septima  |
| D             | 2:1                 | oktáva        |

Diatonickou transpozicí všech tónů o sekundu níže získáme základní durovou stupnici (C dur):
| Označení tónu | Relativní frekvence | Interval      |
| C             | 1                   | prima         |
| D             | 9:8                 | velká sekunda |
| E             | 5:4                 | velká tercie  |
| F             | 4:3                 | čistá kvarta  |
| G             | 3:2                 | čistá kvinta  |
| A             | 5:3                 | velká sexta   |
| H             | 15:8                | velká septima |
| C             | 2:1                 | oktáva        |

Podobně lze vytvořit mollovou stupnici od tónu A a další mody.
Dalšími kvintovými kroky od krajních tónů lze získat další tóny a intervaly. Jelikož {\displaystyle (3:2)^{n}\neq 2^{m}} pro libovolná dvě přirozená čísla n a m, lze provést libovolný počet kvintových kroků a každý nový tón bude mít i po případných oktávových posunech jinou výšku než tóny, vytvořené dříve.
Po dvanácti krocích získáme následující tóny:
| Označení tónu | Relativní frekvence | Centy   | Interval        |
| ------------- | ------------------- | ------- | --------------- |
| Eb            | 256:243             | 90.22   | malá sekunda    |
| Bb            | 128:81              | 792.18  | malá sexta      |
| F             | 32:27               | 294.13  | malá tercie     |
| C             | 16:9                | 996.09  | malá septima    |
| G             | 4:3                 | 498.04  | čistá kvarta    |
| D             | 1:1                 | 0       | prima           |
| A             | 3:2                 | 701.96  | čistá kvinta    |
| E             | 9:8                 | 203.91  | velká sekunda   |
| H             | 27:16               | 905.87  | velká sexta     |
| F#            | 81:64               | 407.82  | velká tercie    |
| C#            | 243:128             | 1109.78 | velká septima   |
| G#            | 729:512             | 611.73  | zvětšená kvarta |
| D#            | 2187:2048           | 113.69  | zvětšená prima  |

Mezi tóny Eb a D# je velmi malá vzdálenost 531441:524288 = 1.0136…, což je asi 23,5 centů, tedy necelá čtvrtina půltónu. Tento interval se nazývá Pythagorejské koma, někdy též Ditonické koma.
Pokud rozdíl mezi tóny Eb a D# zanedbáme, provedeme enharmonickou záměnu a namísto tónu D# použijeme tón Eb, postačuje nám 12 tónů Eb až G# pro vytvoření chromatické stupnice. V této stupnici jsou všechny kvinty čisté, pouze kvinta mezi tóny G# a Eb je o Pythagorejské koma menší a proto zní velmi rozladěně. To způsobuje obtíže při hraní hudby, modulující do vzdálených tónin. Pro omezení tohoto problému bylo vytvořeno mnoho temperovaných ladění.
Počet stupňů v oktávě však nemusí být omezen na 12. Např. po 41 kvintových krocích je mezi krajními tóny vzdálenost 19,84 centů, což je trochu méně než Pythagorejské koma. Výrazně lepší situace nastane po 53 krocích, kdy vzdálenost mezi krajními tóny je jen 3,62 centů. Kvinta menší o necelé 4 centy je velmi dobře použitelná, 4 centy by případně bylo možné snadno „vytemperovat“ a vytvořit tak např. rovnoměrně temperovanou 53 tónovou stupnici. Ta by byla velmi dobrou aproximací Pythagorejského ladění. Její nevýhodou je však příliš velký počet tónů v oktávě, který by působil technické potíže při stavbě hudebních nástrojů a hře na ně.
Pythagorejská velká tercie má 81:64 a malá tercie 32:27, jsou tudíž (velká čísla) poměrně disonantní (snížená harmonie souzvuku); totéž platí i pro malou a velkou sextu. Pythagorejské ladění bylo proto v evropské hudbě používáno především v období, kdy byly za konsonance (souzvuk) považovány pouze oktáva, kvinta a kvarta. S příchodem dur-mollové harmonie a potřebou konsonantních tercií a kvintakordů se objevila čistá ladění s velkou (durovou) tercií 5:4 a malou (mollovou) tercií 6:5.